# فرودگاه روچستر (انگلستان)

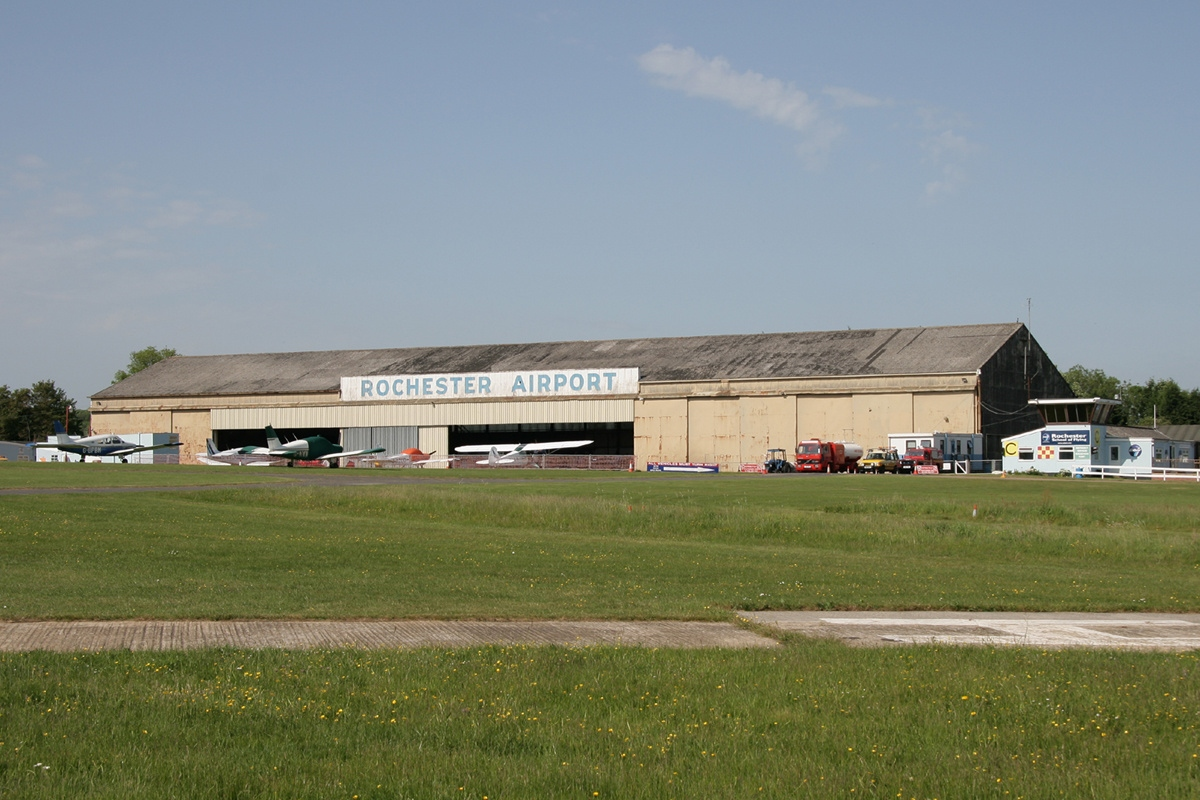
فرودگاه روچستر در مهٔ ۲۰۰۹‏

فرودگاه روچستر (به انگلیسی: Rochester Airport) یک فرودگاه خصوصی با کد یاتا RCS است که یک باند فرود چمن دارد و طول باند آن ۹۶۳ متر است. این فرودگاه در کشور انگلستان قرار دارد و در ارتفاع ۱۳۰ متری از سطح دریا واقع شده است.